# Gabriela Svobodová
Gabriela Svobodová nata Sekajová (Kremnica, 27 febbraio 1953) è un'ex fondista slovacca.
È moglie del combinatista nordico Jaroslav Svoboda, a sua volta sciatore nordico di alto livello. Sua figlia Gabriela Soukalová è stata una biatleta di caratura internazionale.

## Biografia
In Coppa del Mondo esordì nella gara inaugurale del 9 gennaio 1982 a Klingenthal (15ª) e ottenne l'unico podio il 22 gennaio successivo a Furtwangen (2ª).
In carriera prese parte a tre edizioni dei Giochi olimpici invernali, Innsbruck 1976 (5ª nella 5 km, 19ª nella 10 km, 6ª nella staffetta), Lake Placid 1980 (20ª nella 5 km, 19ª nella 10 km, 4ª nella staffetta) e Sarajevo 1984 (15ª nella 5 km, 14ª nella 10 km, 2ª nella staffetta), e a tre dei Campionati mondiali, vincendo una medaglia.

## Palmarès

### Olimpiadi
- 1 medaglia:
  - 1 argento (staffetta[2] a Sarajevo 1984)

### Mondiali
- 1 medaglia:
  - 1 bronzo (staffetta a Falun 1974)

### Coppa del Mondo
- Miglior piazzamento in classifica generale: 13ª nel 1982
- 1 podio (individuale[3])[4]:
  - 1 secondo posto